# Laura Lee Perkins
Laura Lee Perkins (* 20. Juli 1939 in Killarney, West Virginia als Alice Faye Perkins; † 6. April 2018) war eine US-amerikanische Rockabilly-Musikerin und Pianistin.

## Leben

### Kindheit und Jugend
Laura Lee Perkins sang bereits in der Schule und Kirche. Nach ihrem Abschluss 1957 an der High School zog sie nach Cleveland, Ohio, um eine Karriere als Musikerin zu starten. Sie schlug dafür ein Angebot aus, in dem nahegelegenen Ort Elyria, Ohio, als Kellnerin zu arbeiten.

### Karriere
In Cleveland wurde sie von dem Fiddler Slim Luse gefördert. Perkins wurde kurz danach von dem bekannten DJ Bill Randle von WERE entdeckt, der sie Ende 1957 in seinen Aufnahmestudios einige Demo-Bänder aufnehmen ließ. Perkins spielte drei Stücke ein: Don’t Wait Up, Oh La Baby und Come On Baby. Randle schickte die Aufnahmen an Sun Records in Memphis, Tennessee, sowie an Imperial Records in Hollywood. Nachdem beide Labels Interesse an Perkins angemeldet hatten, entschloss sie sich, einen Vertrag bei Imperial zu unterschreiben. Im Februar 1958 reiste Perkins dann nach Hollywood, um weitere Songs einzuspielen.
Diese Session wurde von Jimmy Haskell geleitet und produzierte drei weitere Titel mit Joe Maphis an der Gitarre. Ihre erste Single erschien im selben Monat mit Kiss Me Baby und einem Cover von Hank Williams’ I Just Don’t Like This Kind Of Living. Lew Chudd, Besitzer von Imperial, hoffte, aufgrund ihres Pianostils, aus Perkins einen „Female Jerry Lee Lewis“ zu machen. Das Billboard Magazin bewertete beide Titel als sehr gut, jedoch kam keiner von ihnen in die Charts. Perkins startete daraufhin eine ausgedehnte Tournee durch die USA und Kanada. Kurze Zeit später erschien Perkins’ zweite Single, die jedoch ebenfalls ein Fehlschlag wurde. Chudds Vorstellung, aus ihr einen Star zu machen, schlug so fehl und Perkins’ ließ sich 1959 in Detroit nieder, wo sie 1963 heiratete und drei Söhne aufziehen sollte. Fortan arbeitete sie als Songschreiberin für die Werbeindustrie.
1988 brachte ein kleines britisches Label ihre beiden unveröffentlichten Titel Gonna Rock My Baby Tonight und Come On Baby auf einer Single heraus.
2006 veröffentlichte Perkins ihr erstes Album I’m Back and Here We Go!, das neben ihren alten Titeln auch neu eingespielte Songs enthält. 2008 trat sie auf dem Viva Las Vegas Rockabilly Festival auf.

## Diskografie

### Singles
| Jahr | Titel                                                | Plattenfirma                            |
| ---- | ---------------------------------------------------- | --------------------------------------- |
| 1958 | Kiss Me Baby / I Just Don’t Like This Kind of Living | Imperial Records                        |
| 1958 | Don’t Wait Up / Oh La Baby                           | Imperial Records                        |
| 1988 | Gonna Rock My Baby Tonight / Come On Baby            | Detour Records                          |
|      | - Gonna Rock My Baby Tonight - Come On Baby          | Imperial Records (nicht veröffentlicht) |

### Alben
- 2006: I’m Back and Here We Go!